# Armada da Federação da Bósnia e Herzegovina
A Armada da Federação da Bósnia e Herzegovina (em bósnio e croata: Vojska Federacije Bosne I Hercegovine) foi uma força militar da Federação da Bósnia e Herzegovina criada após a o Acordo de Paz de Dayton de 1995. Consistia de dois componentes, a Armada da República (ARBiH) da Bósnia e Herzegovina (composto pelos bósnios, croatas e sérvios leais ao país) e o Conselho de Defesa Croata (CDC). Em 2005, ambos foram integrados nas Forças Armadas da Bósnia e Herzegovina controladas pelo Ministério da Defesa da Bósnia e Herzegovina.